# ماجستير الموسيقى
ماجستير الموسيقى (بالإنجليزية: Master of Music، وتختصر إلى M.M أو M.Mus) هي درجة من درجات الدراسات العليا تمنحها الجامعات ومعاهد الموسيقى، وتجمع بين الدراسة التطبيقية في أحد مجالات التخصص (كالأداء الموسيقي والتأليف وقيادة الفرق الموسيقية) وبين الدراسة الأكاديمية لمواد علمية مثل تاريخ الموسيقى ونظرية الموسيقى وتعليم الموسيقى.
يتطلب الحصول على هذه الدرجة في العادة دراسة مدتها عام أو عامان (في حالة التفرغ)، وتؤهل الطالب ليصبح مؤديًا أو قائدًا أو مؤلفًا موسيقيًا محترفًا، وهي أدني درجة يمكن لحاملها تدريس الموسيقى في جامعة أو كلية أو معهد موسيقي.